# Richard E. Grant
Richard E. Grant (nascido Richard Grant Esterhuysen; Mebabane, 5 de maio de 1957) é um ator, roteirista e diretor de cinema britânico nascido na Essuatíni. Seu primeiro papel de destaque foi no filme Withnail and I, de 1987.
Em 2018, recebeu aclamação da crítica pelo seu papel no filme Can You Ever Forgive Me?, pelo qual foi indicado ao Óscar, Globo de Ouro, BAFTA, SAG e ao Critics' Choice Awards de melhor ator coadjuvante.

## Biografia
Nascido Richard Grant Esterhuysen, em Mbabane, na Suazilândia, adotou o sobrenome Grant quando mudou-se para o Reino Unido e registrou-se com a British Actors' Equity Association. Seu pai era o africâner Henrik Esterhuysen, encarregado da educação na administração governamental britânica do Protetorado Britânico da Suazilândia. Sua mãe, uma branca sul-africana, era uma professora de balé, descendente de alemães.

## Carreira
| Ano  | Filme                               | Título em português                                                        | Papel                               | Obs. |
| ---- | ----------------------------------- | -------------------------------------------------------------------------- | ----------------------------------- | --- |
| 1987 | Withnail and I                      |                                                                            | Withnail                            | |
| 1989 | Warlock                             |                                                                            | Giles Redferne                      | |
| 1989 | How to Get Ahead in Advertising     |                                                                            | Denis Dimbleby Bagley               | |
| 1990 | Mountains of the Moon               |                                                                            | Larry Oliphant                      | |
| 1990 | Henry & June                        | br/pt: Henry e June                                                        | Hugo Guiler                         | |
| 1991 | Hudson Hawk                         | br: O Falcão Está à Solta pt: Hudson Hawk - O Falcão Ataca de Novo         | Darwin Mayflower                    | |
| 1991 | L.A. Story                          | pt: Viver e Amar em Los Angeles                                            | Roland Mackey                       | |
| 1992 | The Player                          | br: O Jogador                                                              | Tom Oakley                          | |
| 1992 | Bram Stoker's Dracula               | br: Drácula de Bram Stoker                                                 | Dr. Jack Seward                     | |
| 1993 | The Age of Innocence                | br: A Época da Inocência pt: A Idade da Inocência                          | Larry Lefferts                      | |
| 1993 | Franz Kafka's It's a Wonderful Life |                                                                            | Franz Kafka                         | curta-metragem |
| 1994 | Prêt-à-Porter                       |                                                                            | Cort Romney                         | |
| 1995 | Jack and Sarah                      |                                                                            | Jack                                | |
| 1995 | Pocahontas                          |                                                                            | Percy                               | Voz |
| 1996 | The Portrait of a Lady              | br: Retrato de uma Mulher pt: Retrato de uma Senhora                       | Lord Warburton                      | |
| 1996 | Twelfth Night: Or What You Will     |                                                                            | Sir Andrew Aguecheek                | |
| 1996 | The Cold Light of Day               |                                                                            | Victor Marek                        | |
| 1997 | The Serpent's Kiss                  |                                                                            | James Fitzmaurice                   | |
| 1997 | Keep the Aspidistra Flying          |                                                                            | Gordon Comstock                     | |
| 1997 | Spice World                         |                                                                            | Clifford                            | |
| 1998 | St. Ives                            |                                                                            | Major Farquhar Chevening            | |
| 1999 | The Match                           |                                                                            | Gorgeous Gus                        | |
| 2000 | The Little Vampire                  | br: O Pequeno Vampiro                                                      | Frederick Sackville-Bagg            | |
| 2000 | The Miracle Maker                   |                                                                            | João Batista                        | Voz |
| 2001 | Gosford Park                        | br: Assassinato em Gosford Park                                            | George                              | |
| 2003 | Monsieur N.                         |                                                                            | Hudson Lowe                         | |
| 2003 | Bright Young Things                 |                                                                            | Father Rothschild                   | |
| 2004 | The Story of an African Farm        |                                                                            | Bonaparte Blenkins                  | |
| 2004 | Tooth                               |                                                                            | Jarvis Jarvis                       | |
| 2005 | Wah-Wah                             |                                                                            | -                                   | Roteirista, diretor |
| 2005 | Corpse Bride                        | br/pt: A Noiva Cadáver                                                     | Lord Barkis Bittern                 | Voz |
| 2005 | Colour Me Kubrick                   | br: Totalmente Kubrick                                                     | Jasper                              | |
| 2006 | Garfield: A Tail of Two Kitties     | br: Garfield 2                                                             | Preston                             | Voz |
| 2007 | Always Crashing in the Same Car     |                                                                            | James Booth                         | |
| 2008 | Penelope                            |                                                                            | Franklin Wilhern                    | |
| 2008 | The Garden of Eden                  |                                                                            | Cel. Philip Boyle                   | |
| 2008 | Filth and Wisdom                    | br: Sujos e Sábios pt: Sujidade & Sabedoria                                | Professor Flynn                     | |
| 2009 | Love Hurts                          |                                                                            | Ben Bingham                         | |
| 2010 | Cuckoo                              |                                                                            | Professor Julius Greengrass         | |
| 2010 | Jackboots on Whitehall              |                                                                            | Campbell Babbitt                    | Voz |
| 2010 | The Nutcracker in 3D                | br: O Quebra Nozes                                                         | Pai                                 | |
| 2011 | Horrid Henry: The Movie             |                                                                            | Vic Van Wrinkle                     | |
| 2013 | Doctor Who                          | Doctor Who                                                                 | Dr. Simeon / The Great Intelligence | 3 Episódios: "The Snowmen", "The Bells of Saint John" e "The Name of the Doctor" |
| 2016 | Game of Thrones                     | Game of Thrones                                                            | Izembaro                            | Série para TV |
| 2017 | Logan                               | Logan                                                                      | Dr. Zander Rice                     | |
| 2018 | Can You Ever Forgive Me?            | br: Poderia me Perdoar?                                                    | Jack Hock                           | Prêmios - Chicago Film Critics Association de Melhor Ator Coadjuvante - New York Film Critics Circle Award de Melhor Ator Coadjuvante - St. Louis Gateway Film Critics Association de Melhor Ator Coadjuvante Indicado - Indiana Film Journalist Association de Melhor Ator Coadjuvante - Critics' Choice Movie Award de Melhor Ator Coadjuvante - Globo de Ouro de melhor ator coadjuvante em cinema - Gotham Award de Melhor Ator - Sociedade de Críticos de Cinema de Detroit de Melhor Ator Coadjuvante - Los Angeles Online Film Critics Circle Award de Melhor Ator Coadjuvante - SAG Award de Melhor Ator Coadjuvante - Satellite Award de Melhor Ator Coadjuvante em Cinema - Washington D.C. Area Film Critics Association de Melhor Ator Coadjuvante Pendente - Óscar de melhor ator secundário - BAFTA de melhor ator coadjuvante - Independent Spirit de melhor ator coadjuvante |
| 2019 | Star Wars: The Rise of Skywalker    | br: Star Wars: A Ascensão Skywalker pt: Star Wars: A Ascensão de Skywalker | General Pryde                       | |
| 2021 | Loki                                | Loki                                                                       | Loki clássico                       | Episódio 4 : "The Nexus Event" Episódio 5: "Journey into Mystery" |

2023    Saltburn                       Sir. James Catton      